# Cyclop
Cyclop is een Duits historisch merk van motorfietsen.
De bedrijfsnaam was: Cyclop Fahrrad AG, Elsdorf, Rijnland.
In de eerste helft van de jaren twintig gingen heel veel Duitse bedrijfjes goedkope, lichte motorfietsen produceren om aan de vraag naar goedkoop vervoer te voldoen. De meesten maakten zelf frames en kochten inbouwmotoren van andere merken voor de aandrijving.
In 1922 begon de fietsfabriek Cyclop ook motorfietsjes te maken. Men bood de klant veel keuze waar het de motoren betrof: Cylop leverde 127- tot 198cc-twee- en viertaktmotoren van Kurier, Bubi, TeCo, Namapo en anderen.
In 1923 ontstonden honderden andere merken en werd de concurrentie zeer groot. Dergelijke kleine fabrikanten konden geen dealernetwerk opbouwen en beconcurreerden elkaar in hun eigen regio. De overlevingskans was daardoor klein en toen in 1925 binnen een jaar ruim 150 merken het onderspit dielven, was Cyclop daar ook bij.